# Залипье (Гомельская область)
Залипье (бел. Залі́п'е) — деревня в Урицком сельсовете Гомельского района Гомельской области Республики Беларусь.

## География

### Расположение
В 11 км на запад от Гомеля.

### Гидрография
На реке Рандовка (приток реки Уза).

## Транспортная сеть
Транспортные связи по просёлочной, затем автомобильной дороге Жлобин — Гомель.
Планировка состоит из прямолинейной улицы, ориентированной с юго-востока на северо-запад, к которой на востоке и западе присоединяются короткие улицы, а на севере — параллельно главной проходит прямолинейная короткая улица. Застройка преимущественно двусторонняя, деревянная, усадебного типа.

## История
По письменным источникам известна с XVIII века как деревня в Речицком повете Минского воеводства Великого княжества Литовского. После 1-го раздела Речи Посполитой (1772 год) в составе Российской империи. В 1773 году в Гомельской волости Рогачёвской провинции Могилёвской губернии. В 1788 году в составе Гомельского поместья графа П.А. Румянцева-Задунайского, с 1834 года — графа И.Ф. Паскевича, в Новиковской экономии. В 1880 году работал хлебозапасный магазин. Согласно переписи 1897 года относилась к Поколюбичской волости Гомельского уезда. В деревенской школе в 1907 году было 62 ученика.
В 1926 году работали почтовый пункт, школа. С 8 декабря 1926 года по 30 декабря 1927 года центр Залипского сельсовета Гомельского района Гомельского округа. В 1930 году организован колхоз. Во время Великой Отечественной войны действовала подпольная патриотическая группа, которая 6 ноября 1941 года провела свою первую боевую операцию. В 1942 году подполье было раскрыто и осенью 1942 года его участники расстреляны. 95 жителей погибли на фронте. В 1959 году в составе колхоза имени М. С. Урицкого (центр — деревня Урицкое). Размещены 9-летняя школа, Дом культуры, библиотека, фельдшерско-акушерский и ветеринарный пункты, отделение связи, магазин.

## Население

### Численность
- 2004 год — 244 хозяйства, 509 жителей

### Динамика
- 1773 год — 51 двор, 224 жителя
- 1788 год — 386 жителей
- 1834 год — 80 дворов, 498 жителей
- 1880 год — 621 житель
- 1897 год — 149 дворов, 767 жителей (согласно переписи)
- 1926 год — 162 двора, 875 жителей
- 1959 год — 764 жителя (согласно переписи)
- 2004 год — 244 хозяйства, 509 жителей

## Известные уроженцы
- П.Н. Ковалёва — Герой Социалистического Труда